# Phoenix (Australische televisieserie)
Phoenix is een Australische misdaadserie. ABC zond de serie tussen 1992 en 1993 uit in twee seizoenen van elk dertien afleveringen.
De verhaallijn van het eerste seizoen draait om het grootschalige onderzoek na een bomaanslag op het hoofdbureau van de politie in Melbourne. Deze verhaallijn is gebaseerd op de werkelijk gebeurde bomaanslag op dat politiebureau in 1986, die in de media bekend staat als de Russell Street Bombing. De serie toont een ander, harder beeld van de politie dan de meeste andere Australische tv-series uit die tijd.
De serie werd bedacht door Alison Nisselle en Tony McDonald en geproduceerd door Bill Hughes voor ABC.
Na het tweede seizoen volgde nog een spin-off-serie, Janus (in sommige landen als Criminal Justice bekend).

## Rolverdeling
- Simon Westaway - Peter Faithful
- Peter Cummins - Supt. Wallace
- Sean Cully - Ian Cochrane
- Susie Edmonds - Carol
- David Bradshaw - Andrew "Fluff" Saunders
- Paul Sonkkila - Jock Brennan
- Bob Halsall - Boomer
- Stuart McCreery - Adrian Moon
- Andy Anderson - Lochie Renford
- Jennifer Jarman-Walker - Cath Darby
- Keith Agius - Docket
- Peter McCauly - Insp. Lew Murdoch
- George Vidalis - Mick